# John Baptist Sye Bong-Kil
John Baptist Sye Bong-Kil (koreanisch: 서정길 요한; * 1. Mai 1911 in Taiku; † 7. April 1987) war ein koreanischer römisch-katholischer Erzbischof und Apostolischer Vikar.

## Leben
Am 11. Juni 1938 wurde Sye zum Priester geweiht. Pius XII. ernannte ihn am 3. Juli 1955 zum Apostolischen Vikar von Taiku und Titularbischof von Choma. Am 15. September 1955 weihte Jean-Germain Mousset, ehemaliger Apostolischer Vikar von Taiku, ihn unter Assistenz von Adrien-Jean Larribeau, ehemaliger Apostolischer Vikar von Seoul, und Paul Marie Kinam Ro, Apostolischer Vikar von Bischof von Seoul, zum Bischof. Am 10. März 1962 erhob Papst Johannes XXIII. das Apostolische Vikariat zum Erzbistum Daegu. Er wurde damit zu dessen ersten Erzbischof. Er selbst weihte 1971 nur Gabriel Lee Gab-sou zum Bischof. Am 5. Juli 1986 trat er von seinem Amt mit Erreichen der Altersgrenze zurück.
Sein Wahlspruch war Adveniat regnum tuum.